# Taizó Kawamoto
Taizó Kawamoto (17. leden 1914 – 20. září 1985) byl japonský fotbalista.

## Reprezentační kariéra
Taizó Kawamoto odehrál 9 reprezentačních utkání. S japonskou reprezentací se zúčastnil letních olympijských her 1936 a 1956.

## Statistiky
| Japonsko | Japonsko | Japonsko |
| Roky     | Záp.     | Góly     |
| -------- | -------- | -------- |
| 1934     | 3        | 2        |
| 1935     | 0        | 0        |
| 1936     | 2        | 1        |
| 1937     | 0        | 0        |
| 1938     | 0        | 0        |
| 1939     | 0        | 0        |
| 1940     | 1        | 1        |
| 1941     | 0        | 0        |
| 1942     | 0        | 0        |
| 1943     | 0        | 0        |
| 1944     | 0        | 0        |
| 1945     | 0        | 0        |
| 1946     | 0        | 0        |
| 1947     | 0        | 0        |
| 1948     | 0        | 0        |
| 1949     | 0        | 0        |
| 1950     | 0        | 0        |
| 1951     | 0        | 0        |
| 1952     | 0        | 0        |
| 1953     | 0        | 0        |
| 1954     | 3        | 0        |
| Celkem   | 9        | 4        |